# Desa Rejosari (administrativ by i Indonesien, Jawa Tengah, lat -7,51, long 110,04)
Desa Rejosari är en administrativ by i Indonesien.   Den ligger i provinsen Jawa Tengah, i den västra delen av landet, 400 km öster om huvudstaden Jakarta.